# Saurauia vulcani
Saurauia vulcani är en tvåhjärtbladig växtart som beskrevs av Pieter Willem Korthals. Saurauia vulcani ingår i släktet Saurauia och familjen Actinidiaceae. Inga underarter finns listade i Catalogue of Life.